# Camp national-radical
 (janvier 2016).

Drapeau du Camp national-radical.

Le Camp national-radical (Obóz Narodowo-Radykalny, ONR) est un mouvement d'extrême droite polonais, fondé en 1934 et dissous en 1945, dont le nom a été repris par une nouvelle formation en 1993.

## 1934-1944
Il a été fondé en mai 1934, par des dissidents du Parti national-démocrate (Endecja), inspirés par le fascisme italien, mais de moindre succès que celui-ci (entre 2 et 3 000 membres à sa création). Parmi les dirigeants, on compte Stanisław Kasznica, Henryk Rossman, ainsi que le philosophe Jan Mosdorf, ancien dirigeant des Młodzież Wszechpolska (Jeunesses polonaises).
Il a été rendu illégal quelques mois après sa fondation et a continué ses activités de façon clandestine. En 1935, le mouvement est composé de deux clans : l'aile la plus extrémiste, ONR-Falanga, que dirige Bolesław Piasecki, et ONR-ABC. Le mouvement est resté assez mineur dans la politique polonaise d'avant-guerre (moins de 5 000 membres), économiquement corporatiste, et recrute parmi les milieux modestes et la petite bourgeoisie.
Durant la Seconde Guerre mondiale, le parti entre dans la résistance et sera à l'origine de la création en 1939 du Związek Jaszczurczy (Union du lézard) qui réunit de 7 à 10 000 personnes, et intègre en 1942 un mouvement de Résistance, qui réunit toutes les forces de la droite nationaliste (environ 75 000 personnes) : Narodowe Siły Zbrojne, proche de l'Armia Krajowa, mais gardera une certaine distance avec le gouvernement polonais en exil.
Jan Mosdorf, dirigeant du Camp national-radical, a d'ailleurs été déporté à Auschwitz-Birkenau, où il fut tué en 1943 pour avoir aidé des Juifs. Le mouvement a été dissous en 1944 par les autorités communistes.

## Réactivation après l'ère soviétique
Un mouvement du même nom a été créé en 1993, qui — marginal et groupusculaire au début — devient plus en plus populaire ces derniers temps[Quand ?]. Il rassemble une partie de la jeunesse polonaise nationaliste.
Robert Bąkiewicz est un temps l'un de ses dirigeants.